# Adolf Michaelis

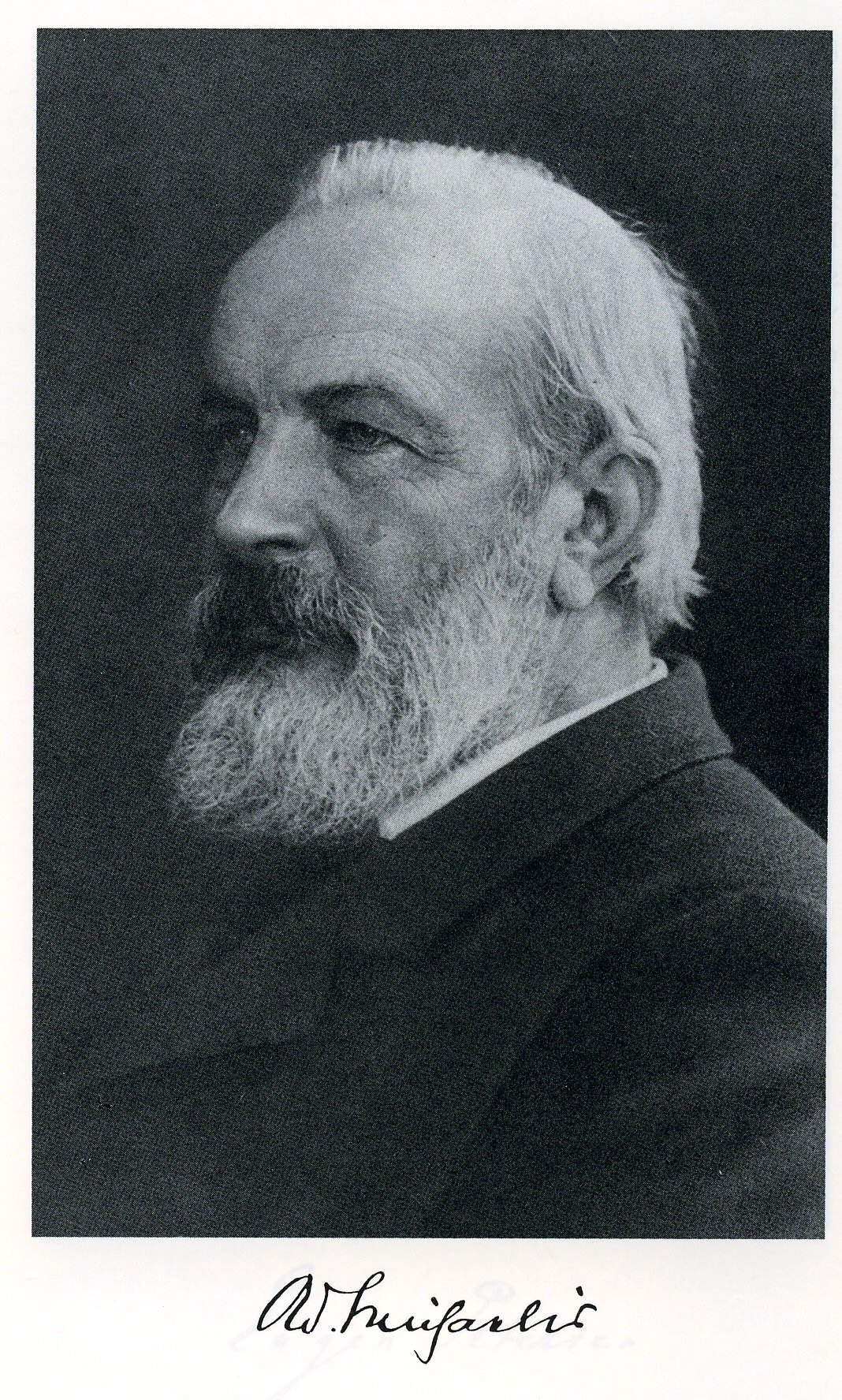
Adolf Michaelis.

Adolf (eller Adolph) Theodor Friedrich Michaelis, född den 22 juni 1835 i Kiel, död den 12 augusti 1910 i Strassburg, var en tysk arkeolog, far till teologen Otto Michaelis.
Michaelis blev 1872 professor i Strassburg. Särdeles fint bildad, lämnade Michaelis en serie värdefulla arbeten i klassisk konstarkeologi, som Parthenon (1871), Ancient Marbles in Great Britain (1882) och Die archäologischen Entdeckungen des XIX. Jahrhunderts (1906). Han skrev det tyska arkeologiska institutets historia (1879) och utgav senare upplagor av Springers Handbuch der Kunstgeschichte, I. Michaelis verkade på flerfaldigt sätt livande och eggande på studiet av den klassiska konsten; han var medlem av centraldirektionen för arkeologiska institutet.